# Christoph Klarer
Christoph Klarer (* 14. Juni 2000 in Böheimkirchen) ist ein österreichischer Fußballspieler.

## Karriere

### Verein
Klarer begann seine Karriere beim SV Böheimkirchen. Im Jänner 2011 wechselte er in die Jugend des SK Rapid Wien, bei dem er später auch in der Akademie spielte. Zur Saison 2016/17 wechselte er nach England in die Jugend des FC Southampton. Nach zwei Saisonen bei der U-18-Mannschaft rückte er zur Saison 2018/19 in den Kader der U-23-Mannschaft von Southampton, nachdem er bereits im März 2018 sein erstes Spiel für diese absolviert hatte.
Im Jänner 2020 kehrte er leihweise nach Österreich zurück und wechselte zum Bundesligisten SKN St. Pölten. Sein Debüt für den SKN in der Bundesliga gab er im Februar 2020, als er am 19. Spieltag der Saison 2019/20 gegen den FC Admira Wacker Mödling in der Startelf stand. Bis zum Ende der Leihe kam er zu 13 Bundesligaeinsätzen.
Nach dem Ende der Leihe kehrte er zunächst zur Saison 2020/21 nach England zurück. Im Oktober 2020 verließ er Southampton allerdings endgültig und wechselte nach Deutschland zum Zweitligisten Fortuna Düsseldorf, bei dem er einen bis Juni 2024 laufenden Vertrag erhielt. Für die Fortuna absolvierte der Innenverteidiger in drei Spielzeiten insgesamt 74 Partien in der 2. Bundesliga.
Zur Saison 2023/24 wechselte Klarer zum Erstligisten SV Darmstadt 98, bei dem er einen bis 2027 laufenden Kontrakt unterschrieb. Bereits am ersten Spieltag der neuen Saison gab er sein Debüt für Darmstadt, sein erstes Tor für den neuen Verein erzielte er am 18. Spieltag gegen Eintracht Frankfurt. Am Ende der Saison belegte Darmstadt einen Abstiegsplatz und musste in die 2. Bundesliga absteigen. Nach dem Abstieg wechselte er zur Saison 2024/25 zum englischen Drittligisten Birmingham City.

### Nationalmannschaft
Klarer spielte im November 2014 erstmals für eine österreichische Jugendnationalauswahl. Im August 2016 spielte er gegen Kroatien erstmals für die U-17-Mannschaft, für die er bis Mai 2017 elf Mal zum Einsatz kam. Zwischen September und November 2017 absolvierte er drei Spiele für die U-18-Auswahl. Im September 2018 gab er gegen Dänemark sein Debüt für das U-19-Team.
Im September 2020 spielte er gegen England erstmals für die U-21-Auswahl.